# Rolando Roncancio Rachid
Rolando Andrés Roncancio Rachid (Moniquirá, Boyacá, Colombia, 1977) es el rector de la Universidad de la Sabana. Se ha desempeñado como alto directivo, profesor, emprendedor, miembro de juntas directivas en diferentes sectores y se ha especializado en la gestión estratégica, sostenibilidad y transformación organizacional en el ámbito universitario.

## Reseña biográfica
Es abogado de la Universidad de La Sabana y cuenta con un Master in Business Administration (MBA) de la Escuela de Negocios de la Universidad, INALDE Business School. Asimismo, es magíster y doctor en Gobierno y Cultura de las Organizaciones de la Universidad de Navarra, donde obtuvo la máxima calificación en su tesis doctoral y le fue otorgado el premio extraordinario a la mejor tesis del año.

## Trayectoria profesional
Actualmente, además de desempeñarse como rector de la Universidad de La Sabana, es profesor de Estrategia y Gobierno Corporativo en INALDE Business School; Miembro del Consejo Superior de la Universidad de La Sabana; Socio Fundador de Mall Solutions; y Consultor Senior de Transformación Organizacional de Emergap.
Combinando su trabajo como profesor, Roncancio Rachid se ha desempeñado en cargos directivos de La Sabana como Secretario Académico de la Facultad de Derecho, Secretario General de INALDE y Secretario General de la Universidad. En su cargo anterior, como Vicerrector de Procesos Académicos y Proyección Social, fue responsable de la dirección de la calidad de los programas académicos, la creación de nuevos programas, la proyección social de la Universidad, la proyección de la cultura corporativa; las relaciones interinstitucionales e internacionales, y la estrategia de reputación. 

## Distinciones
Roncancio ha recibido el premio extraordinario a la tesis doctoral Instituto de Empresa y Humanismo, de la Universidad de Navarra de España.